# مافروفو (قرية)

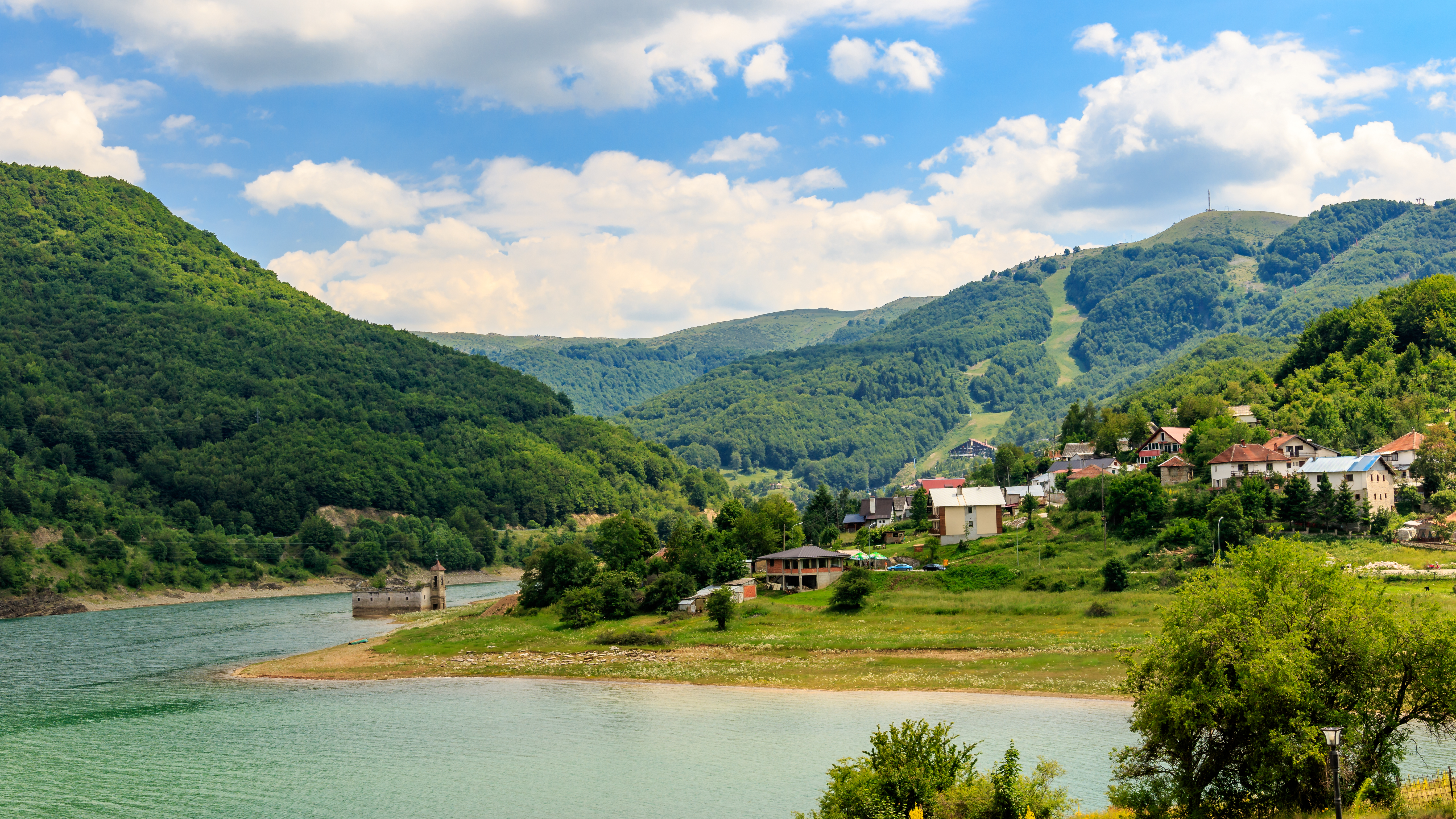
View of the village of Mavrovo.

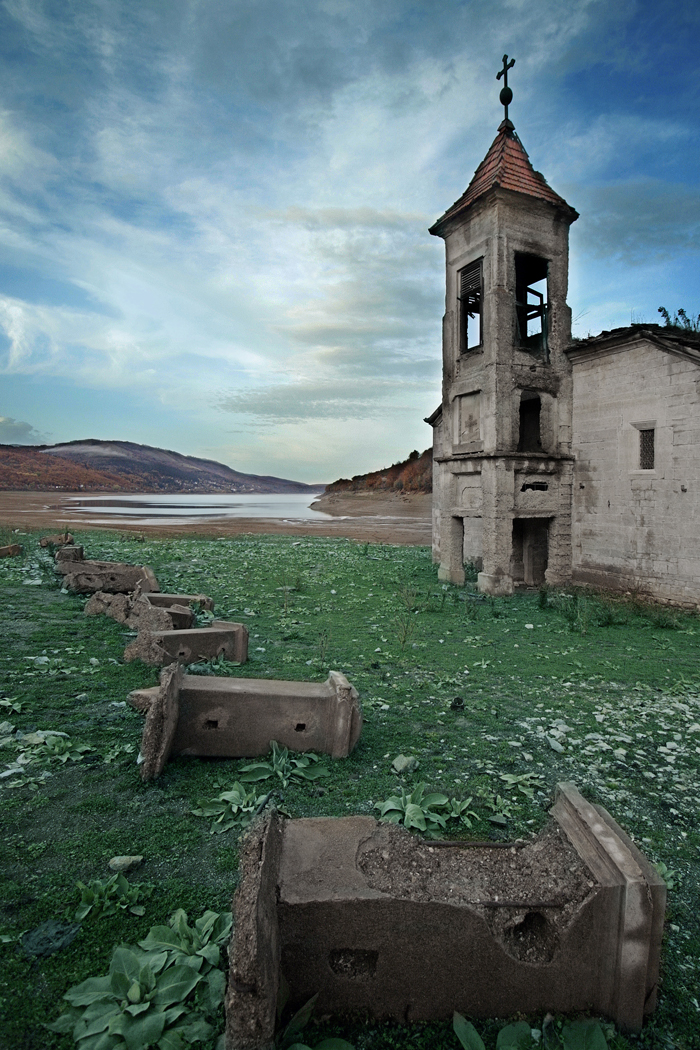
St Nicholas Church (1850).

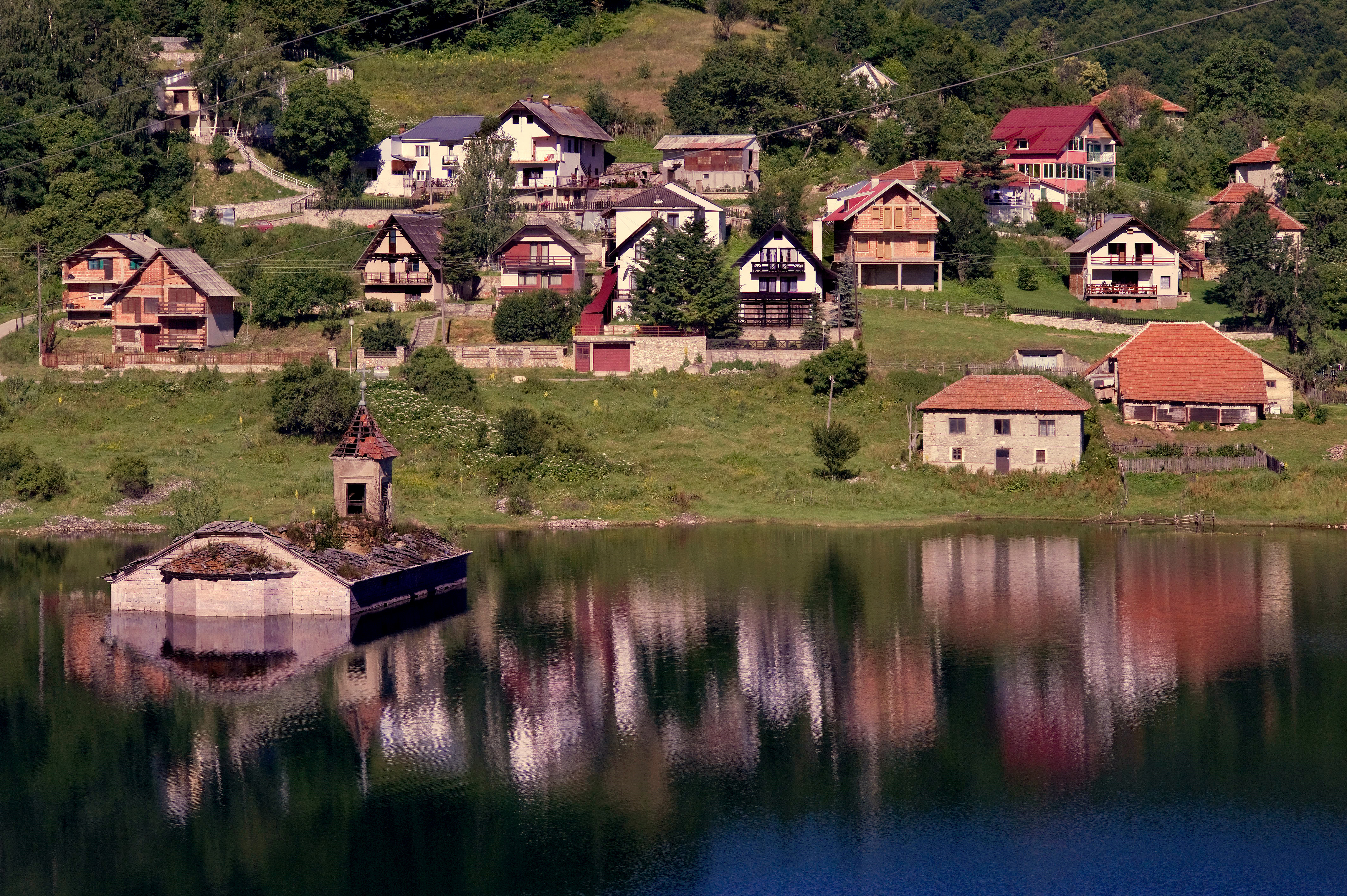
St Nicholas Church (1850) in the summer.

مافروفو ((بالمقدونية: Маврово)‏ قالب:IPA-mkقالب:IPA-mk) هي قرية ومنتجع سياحي تقع في المنطقة الجبلية الغربية من مقدونيا. وهي تقع في مافروفو وبلدية روستوسو. مافروفو مقصدا للسياح على مدار السنة بسبب التزلج وسط الحديقة الوطنية والبحيرة. هناك عطلة في نهاية الأسبوع.المنازل والفنادق والحانات التي تقدم الإقامة للسياح على مدار السنة.[بحاجة لمصدر] كنيسة القديس نيكولاس في مافروفو بنيت في عام 1850. كانت غارقة في البحيرة المحلية في عام 1953، ولكن بسبب الجفاف في القرن 21 فقد ظهرت إلى حد كبير من البحيرة.

## روابط خارجية
- Zare Lazareski

إحداثيات: 41°39′N 20°44′E / 41.650°N 20.733°E